# Szentgál

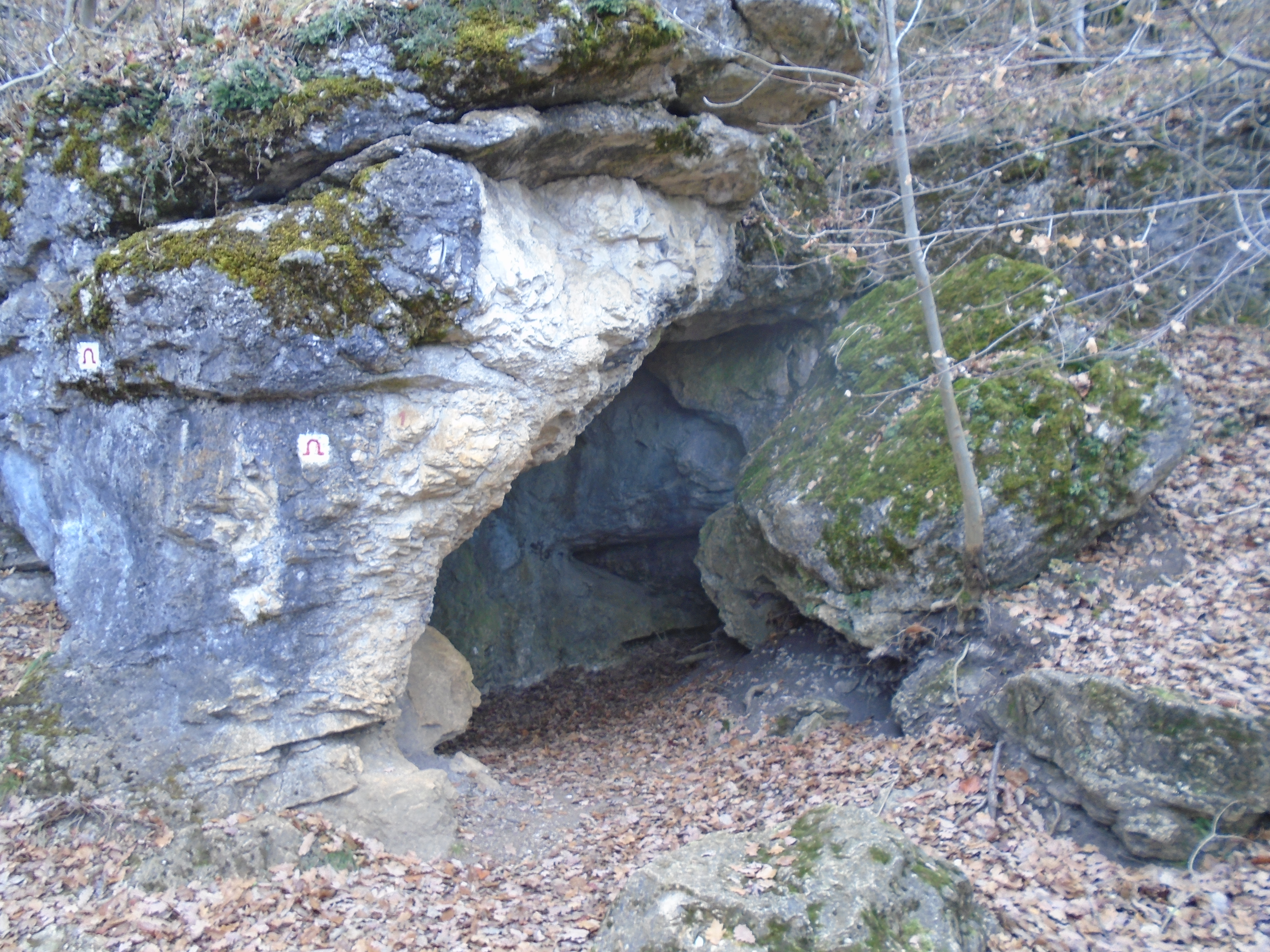
A Szentgáli-kőlik barlang bejárata

Szentgál község Veszprém vármegyében, a Veszprémi járásban. 9502 hektáros kiterjedésével a megye legnagyobb közigazgatási területű községe és harmadik legnagyobb területű települése. A vármegyében található három nagyközség, Csabrendek, Pétfürdő és Révfülöp együttesen is jóval kisebb területen helyezkedik el, de az itt található 15 város közül is csak a megyeszékhely Veszprém és Ajka kiterjedése nagyobb nála. Kiterjedésére jellemző, hogy legészakibb és legdélebbi pontjai között a légvonalban mért távolság nagyjából 19 kilométer, s a központját a legészakibb pontjától bő 13 kilométer választja el.

## Fekvése
Szentgál a Dunántúlon, Veszprém vármegyében található, a Bakony erdei veszik körül. Az erdőt, amely a falut teljesen körülvette és szinte elzárta a külvilágtól, a hosszú évszázadok során nagyon megritkították.
A 8-as főúton haladva Veszprémtől nyugatra, Herendnél tűnik fel a szentgáli elágazás táblája. Innen indul délnyugati irányban a községbe vezető 73 115-ös út, amely 3 kilométer után ér be a központba. Odáig a neve Hunyadi utca, onnan tovább Kun utca néven halad az út, Úrkút keleti széléig. A településen a Fő út nevet az előbbi útból a központban északnyugat felé kiágazó 73 304-es út viseli, amely később a Kossuth Lajos utca nevet veszi fel és nagyjából Gombáspuszta, illetve Boncsodpuszta településrészig (Szentgál, Mészmű buszmegálló térségéig) minősül országos közútnak; onnan önkormányzati útként vezet tovább a 8-as főútig, amit a 71. kilométer előtt ér el.
A község vasúton már nem közelíthető meg , a Székesfehérvár–Veszprém–Szombathely-vasútvonalon a személyszállító vonatok már nem állnak meg az itteni vasútállomáson, amely a község központjától északnyugatra, Szentgál-Boncsodpuszta (Szentgál-Mészmű) településrésznél található. Jelenleg csak a teherszállító vonatok állnak meg itt.[forrás?]

## Története
A monda szerint a falu alsó részén, a mai katolikus templom mellett volt egy barlang és az első lakos, egy remete, abban lakott. Mivel Gál nevű volt és ez az ember szent életet élt, így alakult ki a falu neve.
Györffy György történész professzor kutatásai szerint a helynév eredete az előbbivel szemben az lehet, hogy egy Sankt Gallenből érkezett hittérítő pap járta ezt a környéket, Géza fejedelem meghívására, és az ő emlékét őrizheti a Szentgál név.
A honfoglaló magyarság letelepedésekor a magyarok fejedelmi törzse szállta meg a Bakony vidékét.
Az első ismert írásos emlék 1281-ből említi Szentgált. Az itteni lakosok ekkor, mint királyi kutyatenyésztők szerepeltek: a királyi vadászatokhoz látták el az udvart kutyákkal és a vadászatokon segítettek. Ezért az érdemükért 1328-ban nemességet kaptak; minden adó és nemesi taxa fizetése alól kivették őket, és jogosulttá váltak arra is, hogy peres ügyeikben a király ítélkezzék felettük. Kiváltságaikat a későbbi királyok sorra mind megerősítették.

## Közélete

### Polgármesterei
- 1990–1994: Sófalviné Tamás Márta (független)[4]
- 1994–1998: Gombásné Légrádi Irén (független)[5]
- 1998–2002: Gombásné Légrádi Irén (független)[6]
- 2002–2004: Gombásné Légrádi Irén (független)[7]
- 2004–2006: Vecsey Ferenc (független)[8]
- 2006–2010: Vecsey Ferenc (független)[9]
- 2010–2014: Istvánfalvi Sándor Károly (független)[10]
- 2014–2019: Istvánfalvi Sándor Károly (független)[11]
- 2019–2024: Weisz Elvira (független)[12]
- 2024– : Weisz Elvira (független)[1]

A településen 2004. június 13-án időközi polgármester-választást tartottak, az előző polgármester halála miatt.

## Népesség
A település népességének változása:
| Lakosok száma | 2762 | 2729 | 2713 | 2594 | 2598 | 2665 | 2631 |
|               | 2013 | 2014 | 2015 | 2021 | 2022 | 2023 | 2024 |

A 2011-es népszámlálás során a lakosok 92,8%-a magyarnak, 1,5% németnek, 3,9% cigánynak mondta magát (7,2% nem nyilatkozott; a kettős identitások miatt a végösszeg nagyobb lehet 100%-nál). A vallási megoszlás a következő volt: római katolikus 39,2%, református 29,6%, evangélikus 0,5%, felekezeten kívüli 11,5% (18% nem nyilatkozott).
2022-ben a lakosság 88,6%-a vallotta magát magyarnak, 2,1% cigánynak, 1% németnek, 0,2% ukránnak, 0,1-0,1% ruszinnak és görögnek, 1,5% egyéb, nem hazai nemzetiségűnek (11,4% nem nyilatkozott; a kettős identitások miatt a végösszeg nagyobb lehet 100%-nál). Vallásuk szerint 25,8% volt római katolikus, 19,3% református, 0,3% görög katolikus, 0,2% evangélikus, 0,9% egyéb keresztény, 0,6% egyéb katolikus, 8,5% felekezeten kívüli (44,3% nem válaszolt).

## Nevezetességei

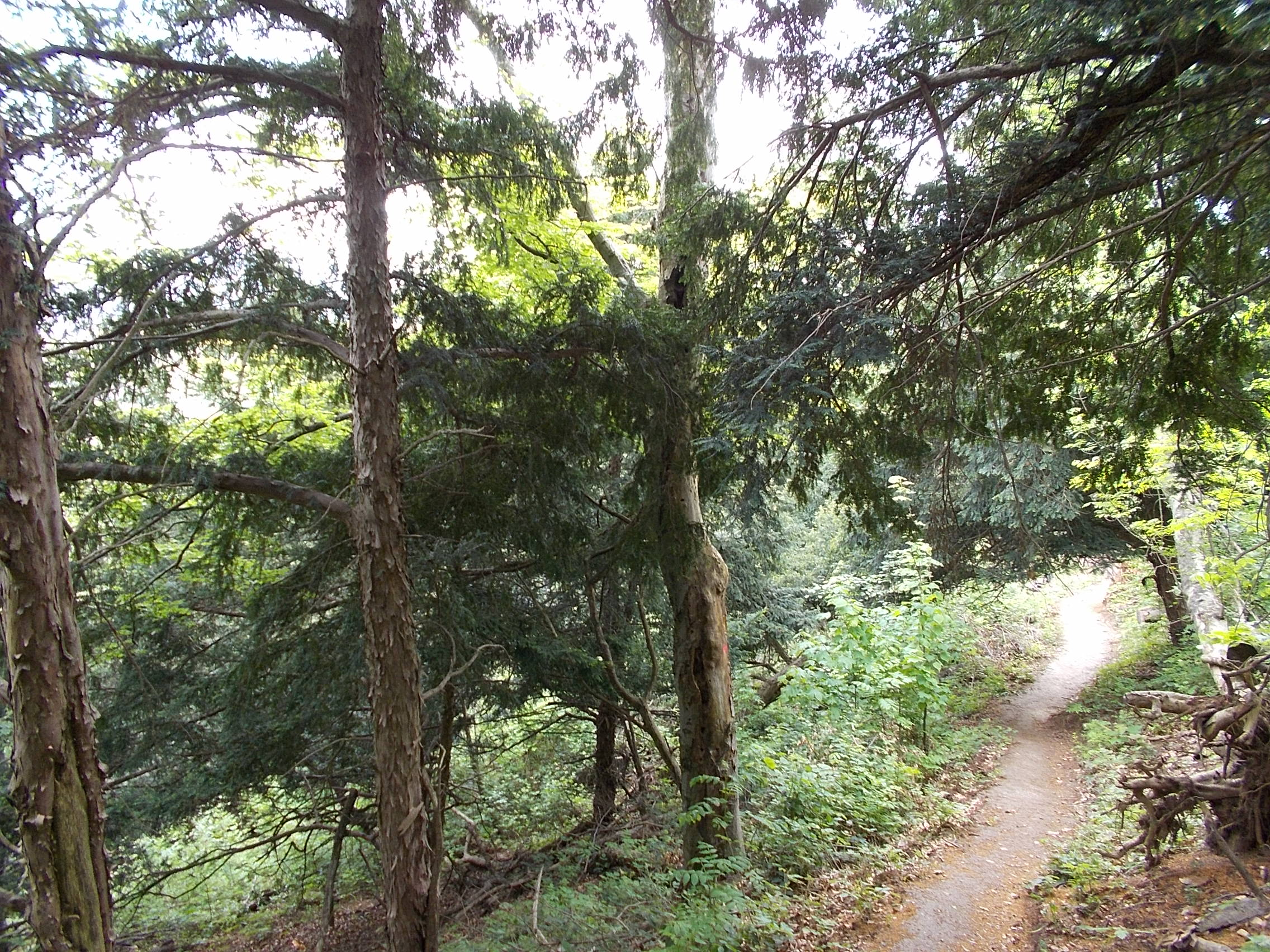
A szentgáli tiszafás részlete

- Szentgáli tiszafás[17]
- Szentgáli-kőlik
- Tűzköves-hegyi-barlang

## Híres emberek
- Itt született Kerkapoly Károly (néhol Kerkápoly Károly, Szentgál, 1824. május 13. – Budapest, 1891. december 31.) jogi doktor, pénzügyminiszter, egyetemi tanár, a Magyar Tudományos Akadémia levelező tagja.
- Itt született Havas Adolf, 1881-ig Hamburger (1854 – 1917) orvos, bőrgyógyász, egyetemi tanár.
- Itt született 1915. november 24-én Lőrincze Lajos nyelvész.  (†1993. október 11. Budapest)
- Itt született Pfeifer Ignác (1868. szeptember 30 – 1941. szeptember 7. Budapest) vegyészmérnök, műegyetemi tanár, 1920-tól az Egyesült Izzó kutatólaboratóriumának vezetője.
- Itt született Bánóczi József, születési nevén Weisz József (Szentgál, 1849. július 4. – Budapest, 1926. november 20.) zsidó származású magyar filozófiai és irodalomtörténeti író, pedagógus, kritikus.
- Itt született 1953. március 5-én Csapó Benő Prima Primissima díjas egyetemi tanár, neveléstudományi kutató

## Régi mondások, falucsúfolók a településről
- Itt vattok-e szengáliak? – kérdezte a főbíró. „Mind itt vagyunk.” Akkor otthun nem lop senki.[18]

## Testvértelepülés
Kézdiszentlélek, Románia (Székelyföld)